# Piotr Skubisz

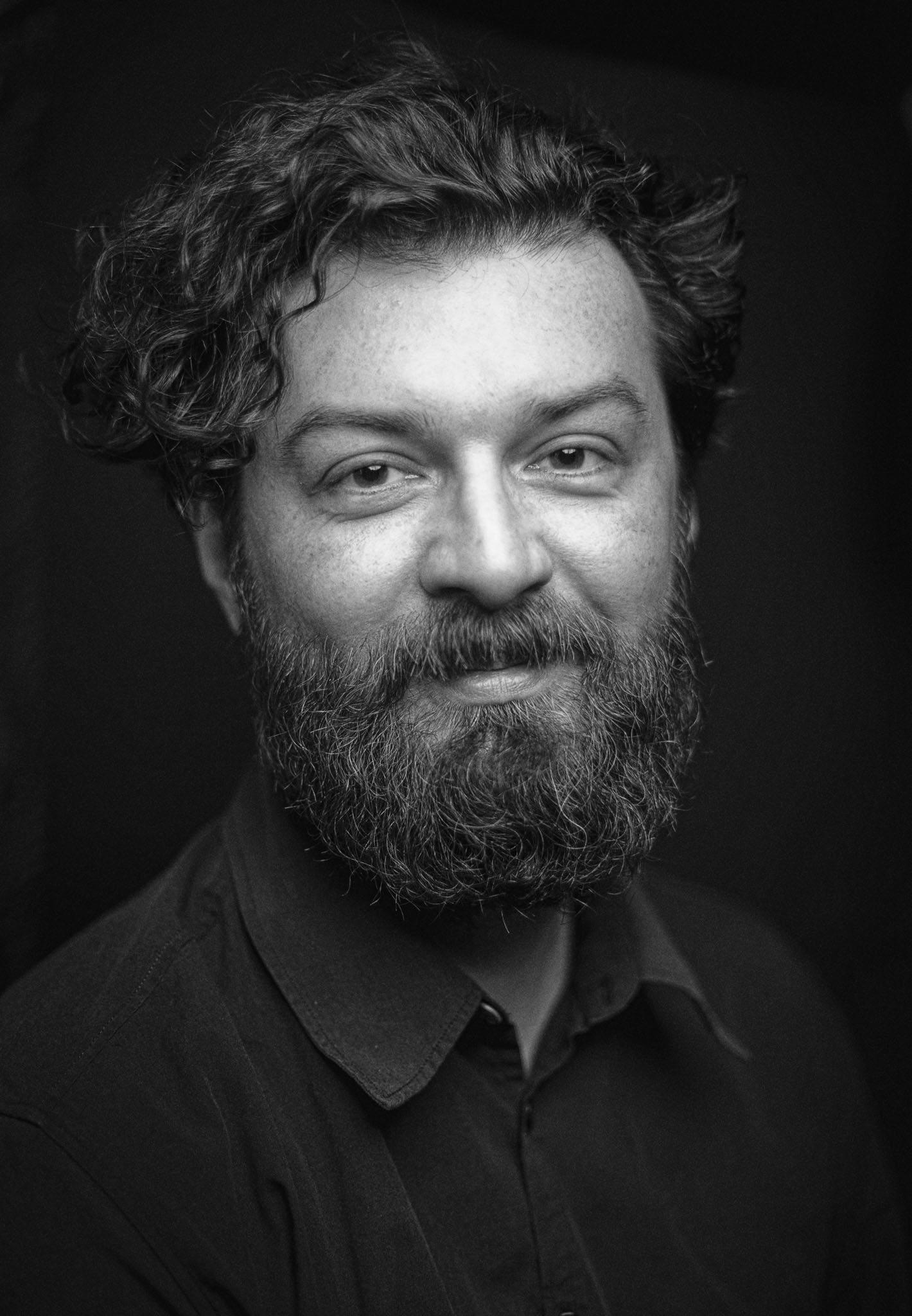
Piotr Skubisz im Jahr 2014

Piotr Skubisz (* 1978 in Mielec, Polen) ist ein polnischer Fotograf, dessen Arbeit sich auf Porträtfotografie, den menschlichen Körper, Identität und kulturelle Vielfalt konzentriert. Seine Fotografien haben zahlreiche Auszeichnungen erhalten und wurden international publiziert und ausgestellt.

## Biografie
Piotr Skubisz wurde 1978 in Mielec, Polen, geboren. Er absolvierte die Nationale Film-, Fernseh- und Theaterschule Leon Schiller in Łódź (PWSFTviT) und studierte Polnische Philologie an der Universität Warschau, wo er auch ein starkes Interesse an Kulturanthropologie entwickelte. Diese akademischen Erfahrungen prägten seine charakteristische Herangehensweise an die Fotografie, die er als eine fortwährende Reise von Erfahrungen und Entdeckungen beschreibt.
Skubisz spezialisiert sich auf Porträt- und Kunstfotografie. Seine Arbeiten erforschen Themen wie Selbsterkenntnis, kulturelle Identität und die Nuancen menschlicher Emotionen. Er lebt derzeit in Warschau. Im Rahmen seiner künstlerischen Tätigkeit ist er offen für neue Herausforderungen und Reisen, auf der Suche nach vielfältigen Perspektiven und Inspirationsquellen. Seine Werke werden auf führenden Fotografieplattformen wie LensCulture und All About Photo veröffentlicht und ausgezeichnet.

## Künstlerische Herangehensweise
Skubisz beschreibt seine fotografische Praxis als eine „endlose Reise von Erfahrungen und Entdeckungen“. Er sieht den Menschen und den Körper – „wodurch wir kommunizieren und die Welt wahrnehmen“ – als unerschöpfliche Geheimnisse und das zentrale Motiv seiner Fotografie, das als Medium für eine „fortwährende Entdeckung des Anderen, des Unbekannten“ dient. Für ihn ist Fotografie ein ästhetischer und introspektiver Prozess, der visuelle Kontemplation mit der Reflexion über Körper, Identität und kulturelle Vielfalt verbindet.

## Preise und Auszeichnungen
Skubisz’ Fotografien haben zahlreiche Preise und Auszeichnungen erhalten, darunter:
- 2025 Sony World Photography Awards (SWPA): Lobende Erwähnung im offenen Wettbewerb, Kategorie „Porträt“, für „Breathe“ aus der Serie Portrait of a Poet – A Journey Through Layers.[7][8][9]
- 2025 LensCulture Portrait Awards: Finalist in der Kategorie „Porträtserie“.[4]
- 2025 B&W IPA Association Paris, Black And White International Photo Awards: Bronzemedaille in der Kategorie „Porträt“ (Serie).[10]
- 2025 All About Photo AAP Magazine #46: Women: Lobende Erwähnung.[11][12][13][14]
- 2025 ReFocus Awards, Black & White Photo Contest: 4× nominiert (2× Porträt, Menschen, Bildende Kunst)[15]
- 2024 PX3 – The Prix de la Photographie, Paris: Gold- und Bronzemedaille (Porträt/Persönlichkeit).[16][17]
- 2024 TIFA, Tokyo International Foto Awards: Bronzemedaille (Menschen-Porträt).[18]
- 2024 One Eyeland, World’s Top 10 Fine Art Photographers: 4× Silbermedaille (2× Porträt, 2× Menschen). Anerkannt als #1 polniski fotograf artystyczny.[19][20]
- 2024 IPA, The International Photography Awards: Offizielle Auswahl (Kunst – Porträt, Menschen – Lifestyle, Menschen – Traditionen/Kultur).[21][22]
- 2024 Exposure One Awards, One Shot Photo Contest: Silber-Gewinner (Porträt), Publikumspreis (Porträt), Lobende Erwähnung (Porträt), Nominierung (Menschen).[23][24][25]
- 2024 ReFocus Awards, The World Photo Annual Awards: Silbermedaille (Bildende Kunst), Bronzemedaille (Menschen), Bronzemedaille (Porträt), 4× Nominierung (2× Porträt, Menschen, Bildende Kunst).[15]
- 2024 Monochrome Awards: 3. Platz (Porträt).[26][27]
- 2024 Brodziak Academy: TOP10 Meister der Kreation.[28]
- 2024 Fine Art Photography Awards (FAPA): 3 x Nominierung in der Kategorie Porträt.[29]
- 2024 Annual Photography Awards (APA): Lobende Erwähnungen (3× Menschen: Porträt).[30]
- 2024 Life Framer: Black & White Editors’ Pick, Raw Emotions (für „Pearl. Marble“).[31]

## Ausstellungen
- 2025: Gruppenausstellung „DISOBEDIENT IMAGES“, Arles 2025 OFF Program (7.–13. Juli 2025). Skubisz’ Werk „O. Balance“ aus der Serie Portrait of a Poet – A Journey Through Layers wurde für die Ausstellung ausgewählt.[32]
- 2024: Gruppenausstellung „TOP10 Meister der Kreation“, Brodziak Galerie, Posen, Polen (15.–26. November 2024). Die Ausstellung präsentierte die Gewinner des Wettbewerbs TOP10 Meister der Kreation.[33]
- 2024: PX3 – The Prix de la Photographie, Paris – Ausstellung der prämierten Werke (digitale i prezentacje ekranowe; szczegóły dostępne na oficjalnej stronie wystaw PX3).[34]
- 2024: TIFA, Tokyo International Foto Awards – Ausstellung der prämierten Werke (digitale i prezentacje ekranowe, **w tym** wydarzenie otwarcia zwycięzców TIFA 2024 w Budapeszcie; szczegóły dostępne na oficjalnej stronie wystaw TIFA).[35][36]

## Publikationen
Skubisz’ Werk wurde in Fotobüchern und auf Online-Plattformen veröffentlicht:
- Sony World Photography Awards Buch 2025 (Druckausgabe).[37]
- Monochrome Awards Buch 2024 (Druckausgabe).[38]
- All About Photo AAP Magazine #46: Women 2025 (Druckausgabe).[39][40][41][42]
- Seine Fotografien und der Artikel mit dem Titel "Portrait of a Poet: A Journey Through Layers" wurden auf der Online-Plattform des Magazins All About Photo veröffentlicht.[43]
- Er hat auch an der Erstellung von Fotografien für eine soziale Kampagne mitgewirkt, die in Newsweek Polska erwähnt und von anderen Medien aufgegriffen wurde.[44][45]